# Franjo Ksaver Kuhač
Franjo Ksaver Kuhač (20 de novembre de 1834 - 18 de juny de 1911) és generalment considerat el pare fundador de la musicologia històrica i comparada croata del segle xix. Ksaver va fer un gran treball de camp en aquesta àrea, recopilant i publicant 1.600 cançons populars. A més fou professor de piano, director de coral, compositor.

## Biografia
Va néixer a Osijek, Croàcia, dia 20 de novembre de 1834 i va morir el 18 de juny de 1911. Va arribar a Zagreb l'any 1871 després de l'escolarització a Donji. Va estudiar de manera privada amb Thern a Leipzig el 1856 i el mateix any amb Liszt a Weimar; A continuació, va estudiar durant un temps amb Czerny a Viena. Quan va acabar els seus estudis va donar lliçons de piano a Osijek (1858-71) i un temps després es va traslladar a Zagreb el 1871, on va ser crític musical per als diaris Narodne novine i Agramer Zeitung. L'any 1874 va decidir abandonar la feina de crític musical perquè no li agradaven les exigències de la direcció ni el seu to sever. I a partir de l'any 1872 va decidir ensenyar teoria de la música i piano a l'Institut de Música de Croàcia, però en va sortir el 1876, desaprovant la seva orientació proalemanya.

## Etnomusicologia
A més va ser pioner de l'etnomusicologia a Croàcia. Durant diversos anys va realitzar excursions regulars a diverses províncies eslaves dels Balcans, tant dins com fora de l'Imperi Austrohongarès. Les cançons populars que va recopilar es van publicar per primera vegada el 1878. L'any 1881 va publicar a Zagreb obres fonamentals, com ara el Južno-Slovjenske Narodne Popievke (cançons folklòriques sud-eslaves) amb 1600 melodies i una sèrie de llibres i articles sobre la història de la música del segle xix, teoria musical, terminologia musical i característiques de la música folklòrica. Les 400 cançons restants de la seva col·lecció van ser preparades per a la seva publicació per Božidar Širola i Vladoje Dukat el 1941. També va escriure: Vatroslav Lisinski i el seu temps, 1887 i "Ilirski glazbenici" (compositors illyriens, 1893).
Es diu que va mostrar nombroses deficiències a l'hora de classificar les melodies i, quan va afegir l'acompanyament de piano, va ignorar molts elements característics especials del llenguatge popular. No obstant això, la col·lecció va ser el primer pas important en el desenvolupament de l'etnomusicologia a Croàcia i va exercir una poderosa influència sobre tota una generació de compositors croats. Va ser un escriptor prolífic i, a més de nombrosos estudis sobre la naturalesa de la música popular croata i eslava, va escriure sobre el primer romanticisme croat i va fer campanya per a un estil nacional croata. Ksaver va saber assenyalar l'origen croata de diversos temes de Beethoven i Haydn, però sovint encara que a vegades es deixava dur per la seva imaginació. Així, el 1880 va presentar la seva teoria sobre l'ascendència croata de Haydn, que fins i tot va atreure a alguns seguidors a l'exterior: a Anglaterra va ser acceptat per W.H.Hadow
Es coneixen els seus articles sobre els orígens croats de compositors europeus rellevants com Joseph Haydn, Franz Liszt, Giuseppe Tartini, etc., sobre instruments musicals populars i la terminologia musical croata. La tesi de Kuhac és que la música d'art basada en la música popular, és a dir, la música ètnica / nacional, s'oposa a la música supranacional, i que només la música ètnica / nacional té un futur com a objecte artística rellevant. Els músics italians i alemanys i la cultura musical en general han tingut èxit en el passat i en el present per crear aquest tipus de música; d'aquí el seu èxit internacional. Segons Zganeb, el món eslau (després el sud eslau i, finalment, el croata) hauria d'organitzar la seva vida espiritual, cultural i musical en una relació crítica amb els seus homòlegs alemanys i italians, investigant la seva pròpia tradició musical popular reconstruir la seva pròpia història musical, fundar una universitat musical, recrear la terminologia musical en el seu propi idioma i produir música artística basada en la música popular corresponent. La utopia romàntica eslavo-croata de Kuhac va romandre àmpliament realitzada, però les seves intervencions teòriques i pràctiques constituirien posteriorment premisses ideològiques i la base material de l'estil "neonacional" croat a la música d'art (1916-1940)